# Independencia (La Concordia)
Independencia es una localidad del estado mexicano de Chiapas. Es parte del municipio de La Concordia.

## Demografía
| Gráfica de evolución demográfica |
|                                  |

| Censo | Población |
| ----- | --------- |
| 1930  | 54        |
| 1940  | 62        |
| 1950  | 132       |
| 1960  | 158       |
| 1970  | 388       |
| 1980  | 1 030     |
| 1990  | 1 371     |
| 2000  | 1 701     |
| 2010  | 1 953     |
| 2020  | 2 190     |